# Симо Милошевић
Симо Милошевић (Каменари, код Херцег Новог, 5. септембар 1896 — Пријеђел, код Фоче, 28. јун 1943) био је лекар-бактериолог, професор Медицинског факултета у Београду и учесник Народноослободилачке борбе и члан Извршног одбора АВНОЈ-а.

## Биографија
Рођен је 5. септембра 1896. у селу Каменари, у Боки Которској, тада у саставу Аустроугарске. Потицао је из угледне породице Милошевић, која се према предању, доселила се у Боку из западне Херцеговине крајем 17. века. Његов отац Шпиро Милошевић био је трговац, који је у сарадњи са Шпиром Секуловићем 1898. основао прву трајектну линију за превоз робе и путника између Лепетана и Каменара, која је знатно скратила пут око Которског залива, ка Херцег Новом и Дубровнику. У браку са Анастазијом има је петоро деце — ћерку Љепосаву и синове Николу, Ђуру, Симу и Миливоја. Најстарији Никола наставио је да ради на трајекту, Ђуро је био лекар-дерматовенеролог, а Миливоје је докторирао поморство и живео у Котору и Ријеци.
Школовање у класичној гимназији почео је у Котору, а завршио у Задру, који је тада био седиште Срба у Далмацији. Упоредо је завршио и богословију у Богословском заводу у Задру. Као присталица југословенског уједињења, фебруара 1918. помагао је побуну морнара у Боки Которској. Након завршетка Првог светског рата, 1918. дошао је у Београд, где се уписао на Биолошку групу Филозофског факултета. Одмах пошто је 1920. на Универзитету у Београду основан Медицински факултет, уписао је овај факултет и постао студент прве генерације. Дипломирао је 1926. као 12 студент у генерацији. Током студија, волонтирао је на Кожно-венеричној клиници, чији је управник био професор Ђорђе Ђорђевић, где се заинтересовао за дерматовенерологију, испитујући узрочнике заразних болести и њихове карактеристике. Након лекарског стажа, почео је да ради као секундарни лекар и епидемиолог у Хемотерапијском одсеку Бактериолошког одељења Централног хигијенског завода.
У току студија, почео је да се бави политичким радом. Био је члан Југословенске демократске странке (ЈДС) и врло активан у раду демократске студентске организације. Две године је био председник студентског удружења „Побратимство”. На Конгресу југословенских студената демократа, 1923. изабран је за председника централне организације и на тој функцији остао до 1925. године. Приликом расцепа у Демократској странци, прешао је са групом око Светозара Прибићевића у новоосновану Самосталну демократску странку (СДС).

### 1928—1940.
Како је од почетка рада показивао веома добре резултате, Централни хигијенски завод га је препоручио Рокфелеровој фондацији за стипендију ради усавршавања у иностранству. Године 1928. отишао је у Хамбург, а потом у Париз, тада један од водећих светских центара медицине, где је остао до 1930. када је специјализирао на Паразитолошком институту Медицинског факултета у Паризу. Током студија, код професора Вигрена на Сорбони, завршио је курс за израду стаклених индустријских предмета и апарата за примену у медицини, а у Пастеровом институту курс из бактериологије и биохемије и њеној примени у индустријској ферментацији. Рад у миколошкој лабораторији професора Мориса Ланжерона био је од највећег значаја за његово научно дело.
Након повратка у Београд, 1930. у склопу Паразитолошког одељења у Централног хигијенског завода основао је прву Миколошку лабораторију у Краљевини Југославији, једину такву лабораторију у ширем региону и једну од првих у Европи. Упркос великим стручним достигнућима, због својих левичарских и антирежимских активности, ухапшен је 1932. заједно са Драгољубом Јовановићем и изведен пред Државни суд за заштиту државе у Београду и осуђен на затворску казну. На интервенцију међународних научних кругова, нарочито из Француске, био је ослобођен.
Године 1935. по други пут је добио Рокфелерову стипендију и наставио даља усавршавања и научни рад на Медицинском факултету у Паризу, који га је 2. јула 1936. изабрао у звање асистента странац на Одсеку за паразитологију и природну историју, што је било престижно звање за стране лекаре. Заједно са професором Ланжероном, са којим је био близак пријатеље, створио је неке од својих најважнијих научних радова. Повратком у Београд, Медицински факултет у Београду га је 3. фебруара 1937. изабрао у звање ванредног професора, након чега је добио задатак да на факултету оснује Одељење за паразитологију – микологију. Овај избор ишао је доста тешко, јер су због његових левичарских политичких активности многи били против, а постојао је и притисак власти да се његов избор онемогући. Упоредо са наставом на факултету, предавао је Хигијену у више београдских средњих школа и написао четири уџбеника из хигијене — два за грађанске школе и два за гимназије. Био је члан уредништва часописа Медицински преглед, а после смрти главног уредника професора Радивоја Павловића, 1938. преузео је уређивање часописа. Уређивачки одбор овог међуратног часописа био је састављен од угледних лекара из Београда, Љубљане, Загреба и Софије, а излазио је до 1940. године.
Као лекар и професор био је привржен студентском револуционарном покрету на Београдском универзитету, због чега је поново ухапшен 1939. године. Био је почасни председник Југословенских медицинара и представник Удружења студената Београдског универзитета за борбу против туберкулозе. Како је увек био на страни студената, они су у њему видели не само наставника већ заштитника и пријатеља.

### 1941—1943.
Активно је учествовао у демонстрацијама против потписивања Тројог пакта и подршке војном пучу, 27. марта 1941. када је у име „народне интелигенције” говорио пред демонстрантима код споменика Вуку Караџићу. Након окупације Југославије, заједно са супругом лекарком Олгом Милошевић одмах се укључио у Народноослободилачки покрет (НОП). У току припрема оружаног устанка, напустио је Београд и отишао у Црну Гору. Заједно са професором анатомије и хирургије Ником Миљанићем, у Рисну у згради болнице-задужбине Васа Ћуковића, која се налазила у завршној фази изградње, отворио је болницу у којој су лечени сви којима је била потребна лекарска помоћ, а посебно илегалци и прерушени партизански рањеници. Лековима и санитетским материјалом, Миљанић и Милошевић помагали су Оријенски партизански одред и партизанску болницу у Врандуку.
Учествовао је и председавао Скупштином црногорских и бокељских родољуба одржаном 8. фебруара 1942. у манастиру Острогу. Године 1942. примљен је у чланство Комунистичке партије Југославије (КПЈ) и именован за члана Главног штаба НОП одреда Црне Горе и Боке и постављен за шефа санитета, након чега је руководио санитетском службом на ослобођеној територији Црне Горе и Боке. Био је то веома тежак задатак, јер је било много рањених, а мало лекара и велика немаштина у санитетском материјалу и лековима. Тада је формирао партизанску болницу селу Шипачно, код Никшића. Упркос свим недаћама, захваљујући његовим организаторским способностима, партизанска здравствена служба постизала је солидне резултате. У току Треће непријатељске офанзиве, јуна 1942, заједно са главнином партизанских снага, повукао се из Црне Горе у источну Босну, а одатле је у походу пролетерских бригада отишао у Босанску Крајину. У Босанском Петровцу је септембра 1942. организовао Први конгрес партизанских лекара, на коме је поднео Реферат о хигијенско-епидемиолошкој служби у партизанској војсци и Реферат о организацији цивилне здравствене службе.
Новембра 1942. изабран је за већника Антифашистичког већа народног ослобођења Југославије (АВНОЈ), а на његовом Првом заседању, 26. новембра 1942. изабран је за члана Извршног одбора. Био је задужен за организацију здравствене службе, за коју је поставио прве принципе организације и израдио детаљна упутства ове службе у ратним условима, чија је основна концепција била спречавање оболевања широких народних маса. Током боравка главнине партизанских снага у Босанској крајини, од лета 1942. до почетка 1943, у циљу организације санитетске службе, обилазио је слободну територију, а боравио је и на слободној територији Лике, Кордуна, Баније и др.

### Погибија
Заједно са Врховним штабом НОВ и ПОЈ, чланови Извршног одбора АВНОЈ-а, прошли су кроз тешке борбе током Четврте непријатељске офанзиве на Неретви, током периода јануар—март 1943. и Пете непријатељске офанзиве на Сутјесци, током маја и јуна 1943. године. За време борби на Сутјесци, јуна 1943. Извршни одбор АВНОЈ-а налазио се заједно са Централном болницом у групи дивизија које су сачињавале јединице Треће ударне дивизије, под командом Саве Ковачевића и Седме банијске дивизије, под командом Павла Јакшића. Ова група имала је задатак да се преко Таре пробије у Санџак. Како није успела у овој намери, кренула је у правцу пробоја прве групе, коју су сачињавале Прва и Друга пролетерска дивизија. Трећа ударна дивизија, која је непосредно старала о рањеницима, тешко је пострадала у борбама у долини Сутјеске, 13. јуна 1943. године. У овим борбама погинули су Нурија Поздерац и Веселин Маслеша, чланови Извршног одбора, а Милошевић је био рањен у ногу. Након тога, заједно са песником Иваном Гораном Ковачићем, Милошевић се пребацио у околину Фоче, где су их открили и убили четници.
О страдању Ковачића и Милошевића постоје две верзије. Према првој, која је постала опште прихваћена, они су боравили у селу Врбница, где су их мештани скривали и неговали. Потом су их почетком јула 1943. открили четници и убили негде на левој обали Дрине. Према другој, мање заступљеној верзији, која се заснива на изјавама мештана Пријеђел, они су боравили у овом селу, где су их на Видовдан 28. јуна 1943. открили четници и стрељали у оближњој шуми, где су их потом мештани сахранили. Приликом прикупљања посмртних остатака погинулих партизана, ради сахрањивања у заједничкој спомен-гробници у Долни хероја на Тјентишту, јуна 1958. извршена је њихова ексхумација. Ексхумацији и индентификацији Ковачића и Милошевића присуствовали су Симов брат и супруга — Ђуро Милошевић и Олга Милошевић, као и Даница Новаковић, која их је последња видела живе пар дана пре погибије и Даница Лаловић, која их је пронашла убијене и присуствовала сахрани. О проналаску њиховог гроба и ексхумацији писао је јуна 1958. партијски лист Борба.

## Наслеђе
У Социјалистичкој Федеративној Републици Југославији (СФРЈ) Симо Милошевић био је више познат и уважаван као партизански народни лекар и члан АВНОЈ, него као истакнути медицински научник. Убрзо по завршетку рата Указом Председништва АВНОЈ-а постхумно је 6. јула 1945. одликован Орденом заслуга за народ првог реда. Његово име давано је улицама, здравственим установама и културно-уметничким друштвима.
У Београду његово име носе Предшколска установа Др Сима Милошевић у Земуну и Дом здравља Др Симо Милошевић на Чукарици. У холу зграде Института за јавно здравље Србије у Београду, где се некада налазио Централни хигијенски завод, у коме је радио постављена је његова спомен-биста. Такође, његова спомен-биста налази се испред згарде огранка Дома здравља Др Симо Милошевић у Жаркову. У Игалу његово име носи Институт за физикалну медицину, рехабилитацију и реуматологију у Др Симо Милошевић. Улице са његовим именом постоје у Новом Саду и Врању.